# Brian Haw
Pour les articles homonymes, voir Haw.

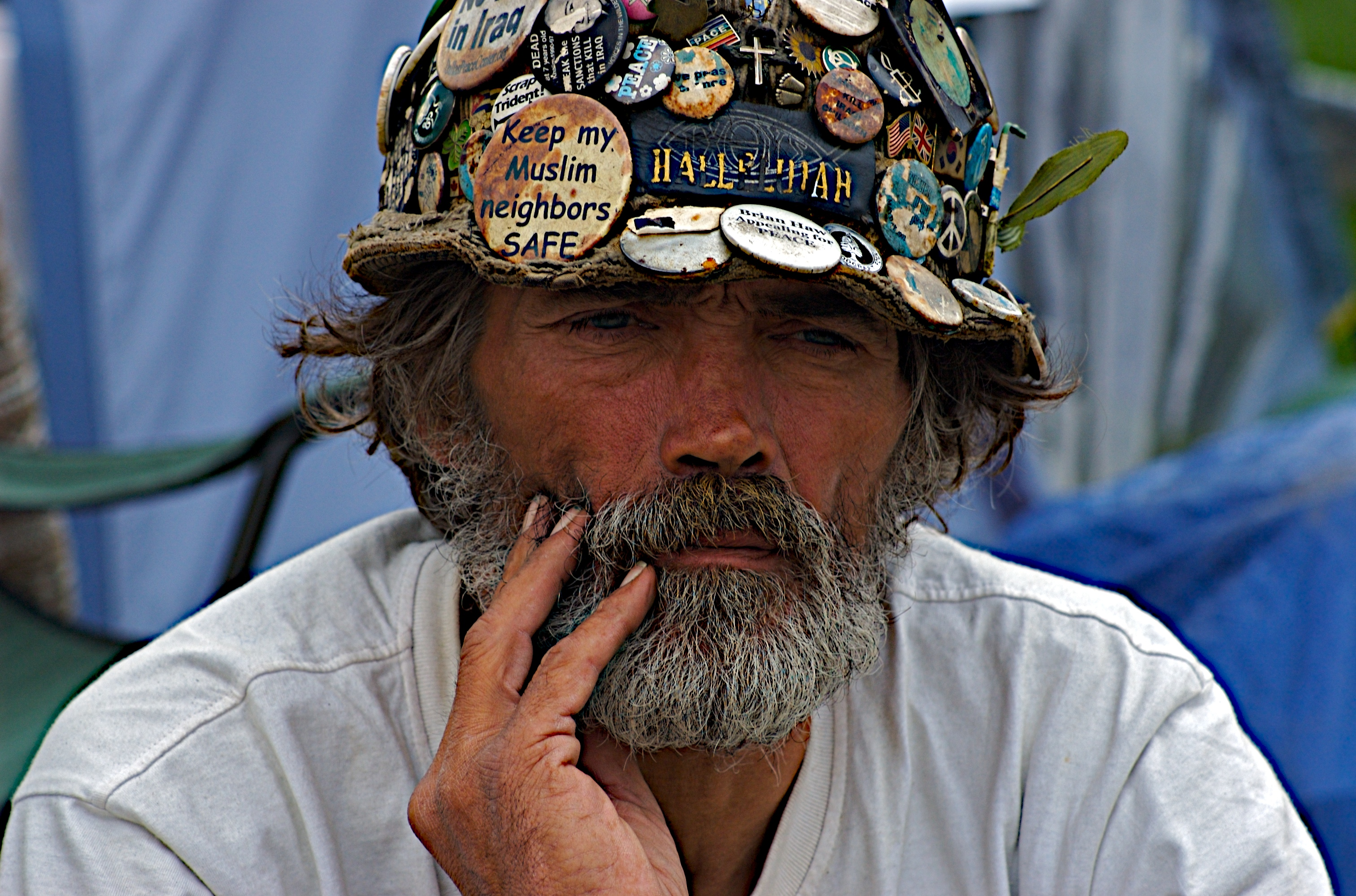
Brian Haw, 2007.

Brian William Haw, né le 7 janvier 1949 à Woodford Green et mort le 18 juin 2011 en Allemagne d'un cancer du poumon, est un militant anglais qui a vécu pendant près de dix ans dans un camp sur la Parliament Square à Londres pour protester contre la politique étrangère du Royaume-Uni et des États-Unis depuis les attentats du 11 septembre 2001.
Il est devenu un symbole du mouvement antiguerre.